# Cecile Esmei Amari
Pour les articles homonymes, voir Amari (homonymie).
Cecile Esmei Amari, né le 20 novembre 1991 à Treichville, est une footballeuse internationale ivoirienne. Elle évolue au poste de milieu défensif.

## Carrière

### En club
Esmei Amari commence sa carrière au sein de la Essor-grand lahou. En 2012, elle quitte la Côte d'Ivoire et signe en faveur du Raja Aïn Harrouda, une équipe basée à Casablanca, évoluant dans le championnat marocain de football féminin. 
Elle quitte l'équipe lors de l'été 2013 pour rejoindre le club rival, le Wydad de Casablanca. Elle est prêtée lors de l'été 2014 en Serbie, au ŽFK Spartak Subotica. Elle retourne en octobre 2014 au WAC de Casablanca.
Elle est élue meilleure joueuse du championnat du Maroc.

### Sélection nationale
Depuis 2012, elle fait partie l'équipe nationale ivoirienne.
Elle participe à la Coupe d'Afrique des Nations 2012 organisée en Guinée équatoriale. Il s'agit de la première compétition continentale disputée par la Côte d'Ivoire. Elle prend ensuite part à la Coupe d'Afrique des Nations 2014 qui se déroule en Namibie. La Côte d'Ivoire se classe troisième de cette compétition.

## Palmarès
- Troisième du championnat d'Afrique 2014 avec l'équipe de Côte d'Ivoire